# برج الحكمة
برج الحكمة الذي يبلغ ارتفاعه 283 مترًا (928 قدمًا)، هو أطول مبنى شيدته شركة سي سي سيك حتى الآن في الإمارات العربية المتحدة، على طول شارع الشيخ زايد في دبي، الإمارات العربية المتحدة.

## تاريخ
تشييد المبنى مكرس لذكرى الشيخ زايد بن سلطان آل نهيان. تم التخطيط لوضع صورة طولها 50 مترًا للمسطرة البائدة فوق المبنى. 
بدأ بناء برج الحكمة في عام 2006. تم تعليقه في عام 2009 ولكن تم استئناف البناء في صيف عام 2010.  كان المشروع يسير بسلاسة حتى فبراير 2012 عندما تم إيقافه فجأة حيث أرادت شركة عقارات اللؤلؤة إلقاء نظرة على إدخال بعض التغييرات الرئيسية في التصميم، بما في ذلك تحويله إلى فندق. استمر التعليق قرابة 14 شهرًا. كان البرج قد وصل إلى القمة بالفعل في يوليو 2011 أي بعد حوالي 16 شهرًا من بناء الجدار الأساسي والأعمدة والألواح بمعدل مستوى واحد في الأسبوع. 

## إدارة
تدير شركة بيرل العقارية القابضة التابعة للشيخ عيسى بن زايد آل نهيان تطوير المبنى.

## أنظر أيضًا
- قائمة المباني الشاهقة في دبي

## روابط خارجية
- إمبوريس
- CTBUH.com نسخة محفوظة 23 يوليو 2012 على موقع واي باك مشين.
- Skyscraperpage.com